# Trần Tiểu Vy
Trần Tiểu Vy (sinh ngày 23 tháng 8 năm 2000), thường được biết đến với nghệ danh Tiểu Vy, là một nữ người mẫu, nhân vật truyền hình kiêm diễn viên người Việt Nam. Cô là người đạt danh hiệu Hoa hậu Việt Nam 2018, qua đó đại diện cho đất nước tham dự tại cuộc thi Hoa hậu Thế giới 2018.

## Tiểu sử
Tiểu Vy sinh ngày 23 tháng 8 năm 2000 tại Hội An, tỉnh Quảng Nam. Cha của cô tên là Trần Mỹ và mẹ là Huỳnh Thị Thu Trang, chủ một spa có tiếng tại trung tâm phố cổ Hội An, cả hai hiện đều sống ở đây.
Tiểu Vy học lớp 10 ở trường THPT Trần Quý Cáp, sau đó chuyển vào Thành phố Hồ Chí Minh học tập tại trường THPT Vạn Hạnh (Quận 10). Sau khi tốt nghiệp cấp 3, cô tiếp tục học ngành Quản trị Kinh doanh thuộc Chương trình liên kết Quốc tế giữa ĐH Sunderland (Anh) và Đại học Sư phạm Kỹ thuật Thành phố Hồ Chí Minh và đã tốt nghiệp vào năm 2022.

## Sự nghiệp
Năm 2018, vượt qua Á hậu 1 Bùi Phương Nga, Á hậu 2 Nguyễn Thị Thúy An cùng 40 thí sinh khác, Tiểu Vy đăng quang Hoa hậu Việt Nam khi vừa tròn 18 tuổi.
Cùng năm, Tiểu Vy đại diện Việt Nam dự thi Hoa hậu Thế giới diễn ra tại Tam Á, Trung Quốc. Trải qua nhiều vòng thi trong gần 1 tháng thi đấu, cô đã đưa Việt Nam vào đến Top 30 chung cuộc cùng các giải thưởng phụ: Top 3 Dự án Nhân ái, Top 30 phần thi Tài năng và Top 32 phần thi Top Model.
Cũng trong năm 2018, Tiểu Vy được chọn xuất hiện trong sự kiện ra mắt xe VinFast tại Paris Motor show diễn ra ở Pháp, sự kiện quy tụ nhiều nhân vật nổi tiếng trong đó có cả cựu danh thủ David Beckham.
Tiểu Vy cũng là một trong những người đẹp chăm chỉ hoạt động trong lĩnh vực giải trí. Thường xuyên xuất hiện trên sàn diễn thời trang và luôn đảm nhận ở các vị trí quan trọng như first face, vedette. Cô cũng trở thành đại sứ thương hiệu của hàng loạt nhãn hàng, sự kiện như: Elipsport, đại sự hình ảnh Lễ hội Hang động tỉnh Quảng Bình, đại sứ cuộc thi Miss World Vietnam 2019, dự án À La Carta Hạ Long Bay, dự án ATM F0 chống dịch,...
Năm 2020, Tiểu Vy góp mặt trong MV Em không sai chúng ta sai của nam ca sĩ Erik. Đây cũng là lần đầu tiên nàng hậu thử sức ở lĩnh vực diễn xuất.
Năm 2022, cô được chọn đảm nhận trọng trách giám khảo cuộc thi Hoa hậu Thế giới Việt Nam. Đây là lần đầu tiên Tiểu Vy ngồi ghế giám khảo một cuộc thi hoa hậu kể từ khi đăng quang.
Cùng năm, Tiểu Vy lần đầu chạm ngõ điện ảnh với vai diễn đầu tay và giữ trọng trách vai chính trong bộ phim "Đảo độc đắc - Tử mẫu Thiên linh cái" của đạo diễn Lê Bình Giang. Đây cũng là cột mốc đánh dấu những nỗ lực của Tiểu Vy trong lĩnh vực nghệ thuật.
Song cùng năm 2022, Tiểu Vy trở lại điện ảnh với vai trò diễn viên trong phim Tết "Chủ tịch giao hàng" của nghệ sĩ Trường Giang.

## Show diễn nổi bật
| Năm  | Vị trí     | Bộ sưu tập            | Nhà thiết kế             | Ref    |
| ---- | ---------- | --------------------- | ------------------------ | ------ |
| 2018 | Vedette    | Mirror Mirror         | Phạm Đăng Anh Thư        | [ 8 ]  |
| 2018 | Vedette    | Papilon               | Lương Lê                 | [ 9 ]  |
| 2019 | First Face | Mơ                    | Nguyễn Quảng             | [ 10 ] |
| 2019 | Vedette    | Another Day           | Lê Thanh Hòa             | [ 11 ] |
| 2019 | Vedette    | Le Jardin du Vent     | Thương hiệu Chaiko House | [ 12 ] |
| 2019 | Vedette    | Power Fashion Show    | Nguyễn Minh Tuấn         | [ 13 ] |
| 2020 | Vedette    | Cổ tích hiện đại      | Phương Hồ                | [ 14 ] |
| 2020 | Vedette    | Poison                | Lê Thanh Hòa             | [ 15 ] |
| 2020 | Vedette    | Glory                 | Phạm Đăng Anh Thư        | [ 16 ] |
| 2020 | First Face | Màu của Tôi           | Nguyễn Công Trí          | [ 17 ] |
| 2020 | First Face | Ả Đào Phố Thị         | Adrian Anh Tuấn          | [ 18 ] |
| 2020 | First Face | Citygym               | Hà Nhật Tiến             | [ 19 ] |
| 2021 | First Face | Hừng Đông             | VuNgoc&Son               | [ 20 ] |
| 2021 | First Face | CONG TRI Xuân Hè 2022 | Nguyễn Công Trí          | [ 21 ] |
| 2021 | Vedette    | Miss Fitness          | Hà Nhật Tiến             | [ 22 ] |
| 2022 | Vedette    | Vàng son một thuở     | Tạ Linh Nhân             | [ 23 ] |
| 2022 | Vedette    | Bí ẩn đóa hồng        | Tuyết Lê                 | [ 24 ] |
| 2022 | Vedette    | Song of the sea       | Sandy Doan               | [ 25 ] |
| 2022 | Vedette    | Love No.2             | Lê Thanh Hòa             | [ 26 ] |
| 2022 | Vedette    | Đài Cát               | Lê Thanh Hòa             |        |

## Diễn xuất

### MV ca nhạc
- Dù cho tận thế (Erik) (2025)
- Em không sai, chúng ta sai (Erik) (2020)

### Phim
- Chủ tịch giao hàng (vai Khánh)
- Đảo độc đắc - Tử mẫu Thiên linh cái (vai Kim)
- Mai (vai vợ Dương)
- Bộ tứ báo thủ (vai Quỳnh Anh)